# 三ヨウ化アンモニウム
三ヨウ化アンモニウム（さんようかあんもにうむ、英語: ammonium triiodide）は、アンモニウムカチオンと三ヨウ化物アニオンの塩である。化学式は NH
4I
3 で表される。